# بناري سفلي (مقاطعة تشرام)
بناري سفلي (بالفارسية: بناری سفلی) هي قرية تقع في قسم تشرام الريفي (مقاطعة تشرام) في إيران. يقدر عدد سكانها بـ 139 نسمة بحسب إحصاء 2016.